# Длинная серая линия
«Длинная серая линия» (англ. The Long Gray Line) — кинофильм режиссёра Джона Форда, вышедший на экраны в 1955 году. Экранизация автобиографической книги Марти Мара Bringing Up the Brass. Лента номинировалась на премию Гильдии режиссёров США за лучшую режиссуру художественного фильма.

## Сюжет
Лента рассказывает о 50-летней службе ирландского иммигранта Марти Мара в Военной академии США. Марти появляется в Вест-Пойнте ещё в конце XIX века и первое время работает мойщиком посуды и официантом в столовой. Впрочем, он не слишком успешно справляется со своими обязанностями, задолжав огромную сумму за разбитую посуду. Поняв, что военнослужащие имеют ряд привилегий по сравнению с гражданскими сотрудниками, Марти вступает в армию и через некоторое время привлекает внимание капитана Кёлера, который делает юношу своим помощником по физической подготовке. Благодаря капитану Марти не только становится унтер-офицером, через руки которого за многие годы проходит почти весь будущий командный состав армии США, но и встречает свою будущую жену Мэри.

## В ролях
- Тайрон Пауэр — Марти Мар
- Морин О'Хара — Мэри О'Доннелл, жена Марти
- Роберт Фрэнсис — Джеймс Сундстром младший
- Дональд Крисп — Старый Мартин, отец Марти
- Уорд Бонд — капитан Герман Кёлер
- Бетси Палмер — Китти Картер
- Филип Кэри — Чарльз «Чак» Дотсон
- Уильям Лесли — Джеймс «Ред» Сундстром
- Гарри Кэри (младший) — Дуайт Эйзенхауэр
- Патрик Уэйн — Абнер «Черуб» Овертон
- Шон Макклори — Динни Мар, брат Марти
- Питер Грейвс — капрал Рудольф Хайнц
- Милбёрн Стоун — капитан Джон Першинг
- Эрин О'Брайен-Мур — миссис Кёлер
- Уолтер Элерс — Майк Шеннон
- Уиллис Бучи — майор Томас